# Dom tkaczy przy ul. Nadrzecznej 3 w Nowej Rudzie
Dom tkaczy przy ul. Nadrzecznej 3 w Nowej Rudzie – budynek mieszkalny, jednokondygnacyjny, kryty dachem dwuspadowym, wybudowany w XVIII/XIX w., przebudowany w XX w. Dom skierowany jest szczytem do rzeki Włodzicy, jego podcienia tworzą ciąg uliczny z numerami: 1, 2, 5, 6, 7. Dom posiada sklepienie krzyżowe. Wejście do budynku znajduje się w podcieniach z późnobarokowym, kamiennym łukowym portalem. Sień łączy się z przechodem i ma drugie wejście prowadzące na podwórze. Drewniany dom przy ul. Łukowej 4 wyburzono około 1960 roku.
Podobny ciąg dziewięciu budynków z podcieniami do lat 70. XX w. istniał po prawej stronie rzeki przy ul. Łukowej. Ze względu na zły stan techniczny zostały rozebrane, z wyjątkiem jednego, o numerze 10.

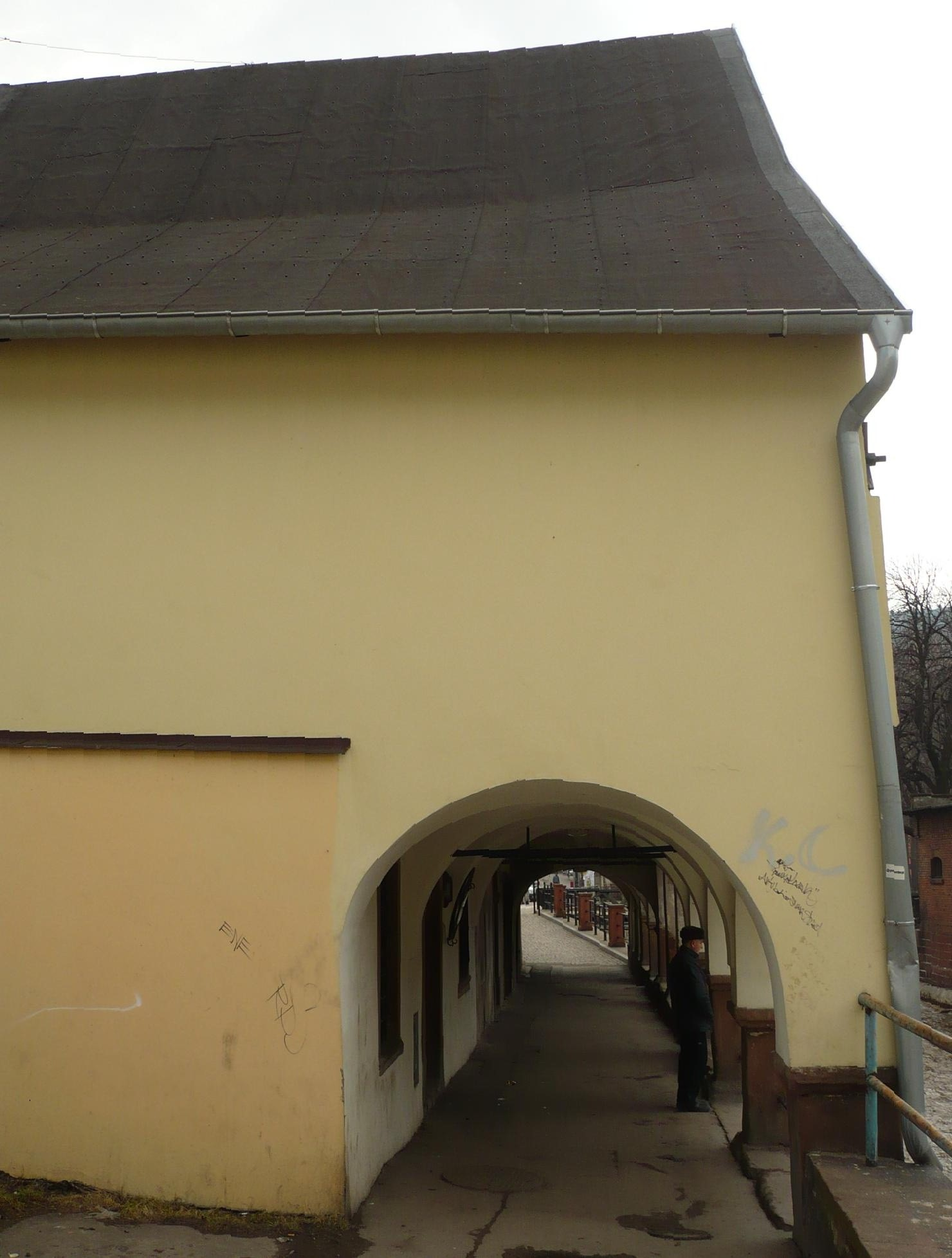
ul. Nadrzeczna 3, bok
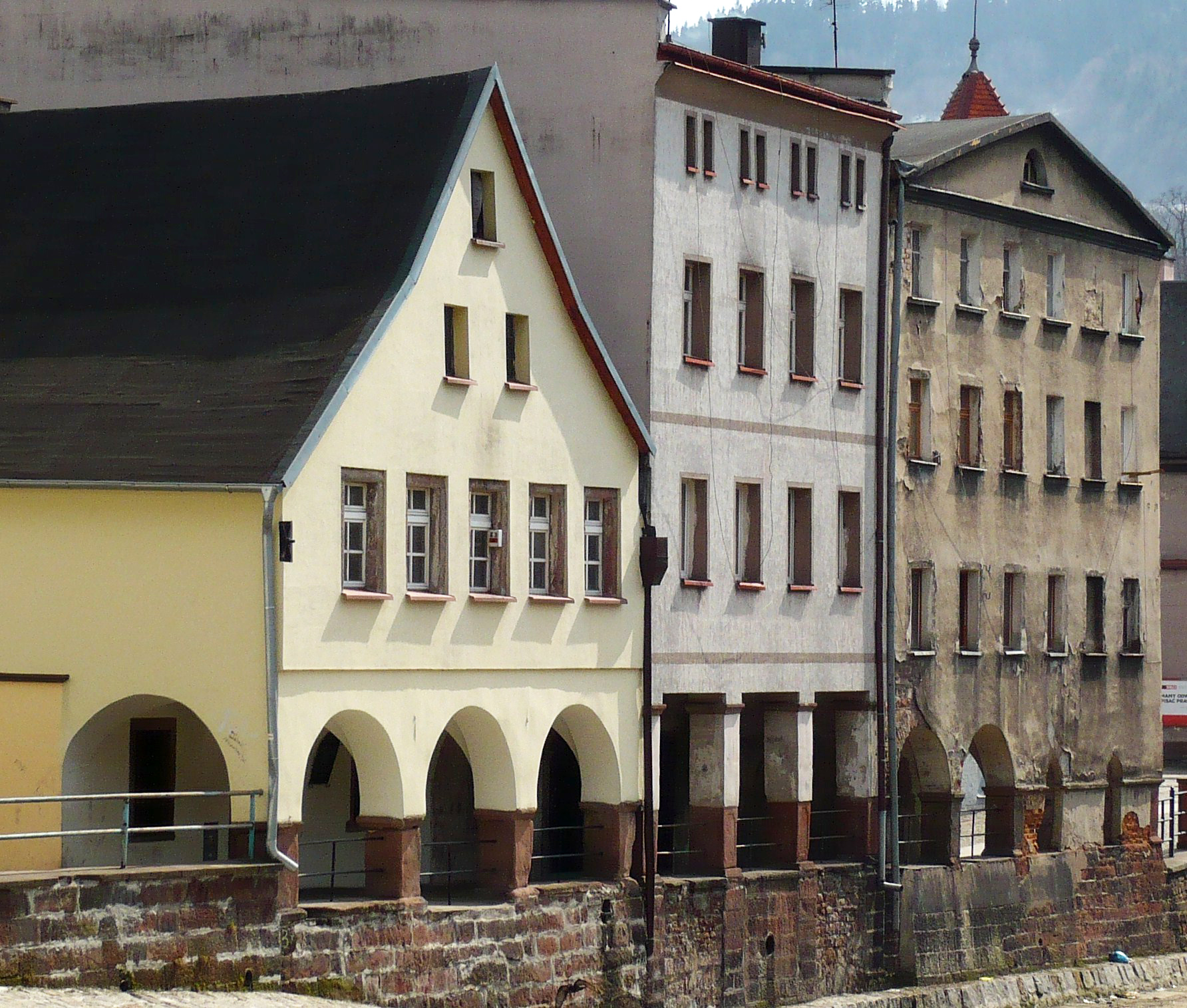
ul. Nadrzeczna od lewej nr 3, 2, 1
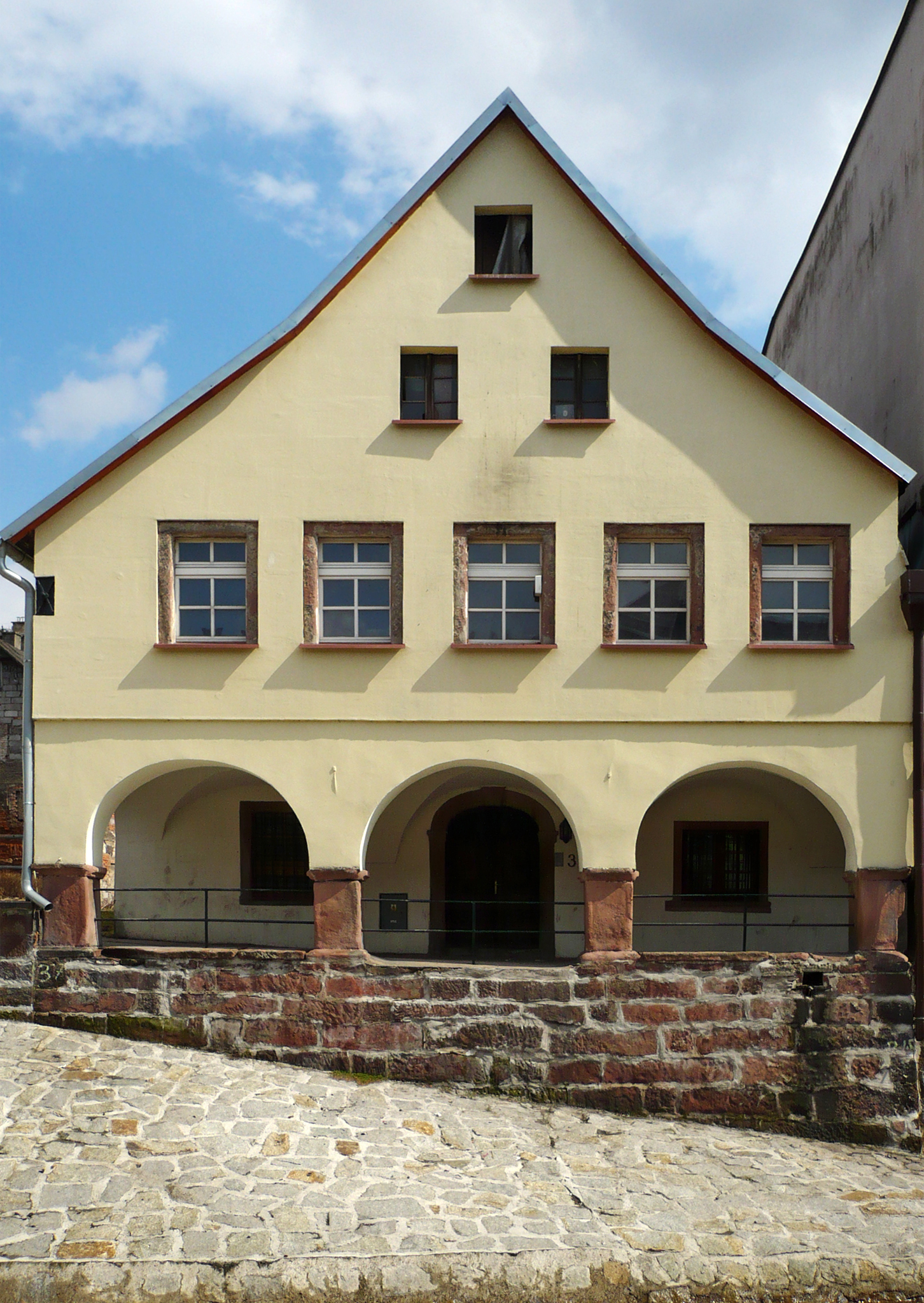
Front
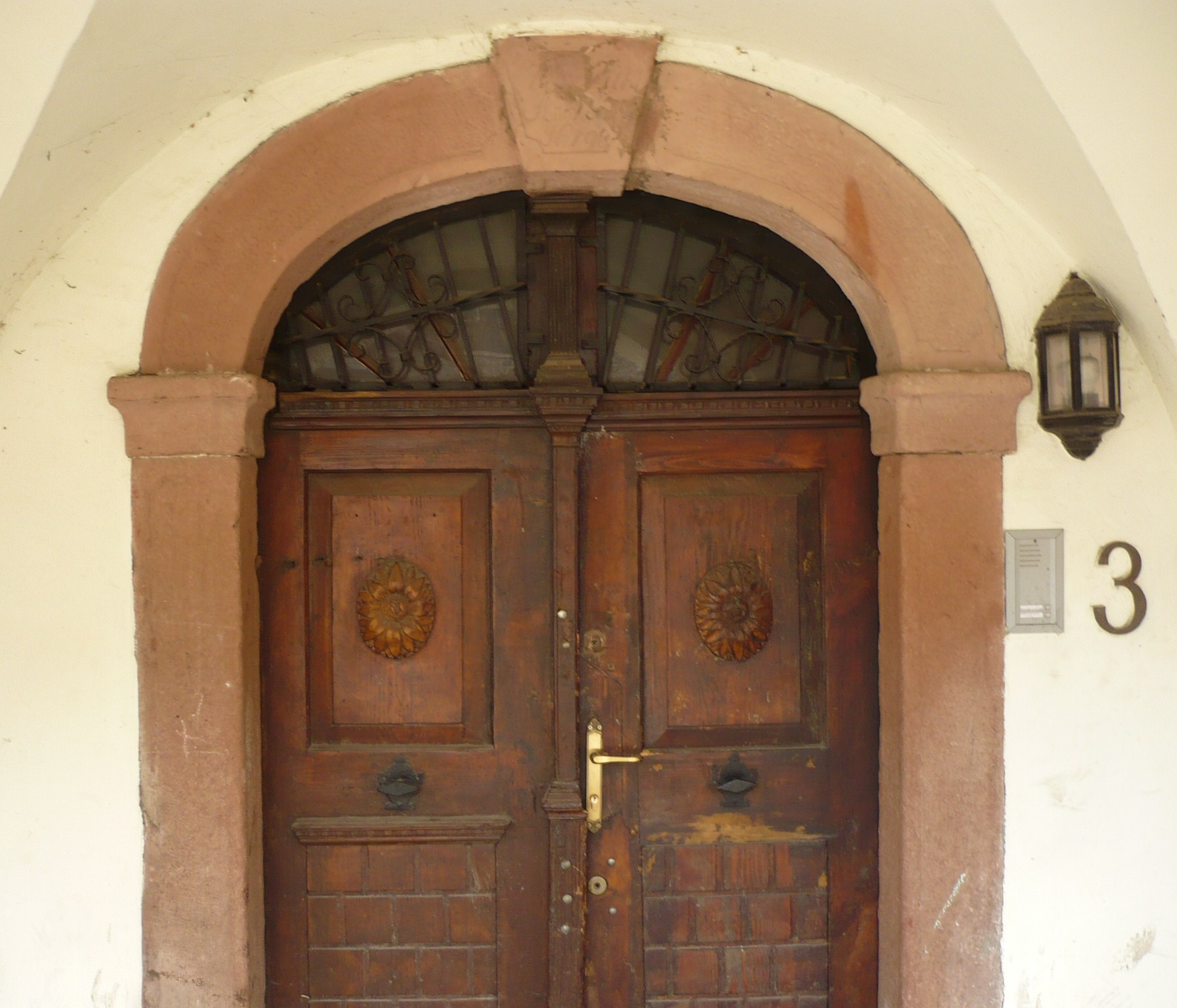
ul. Nadrzeczna 3, brama
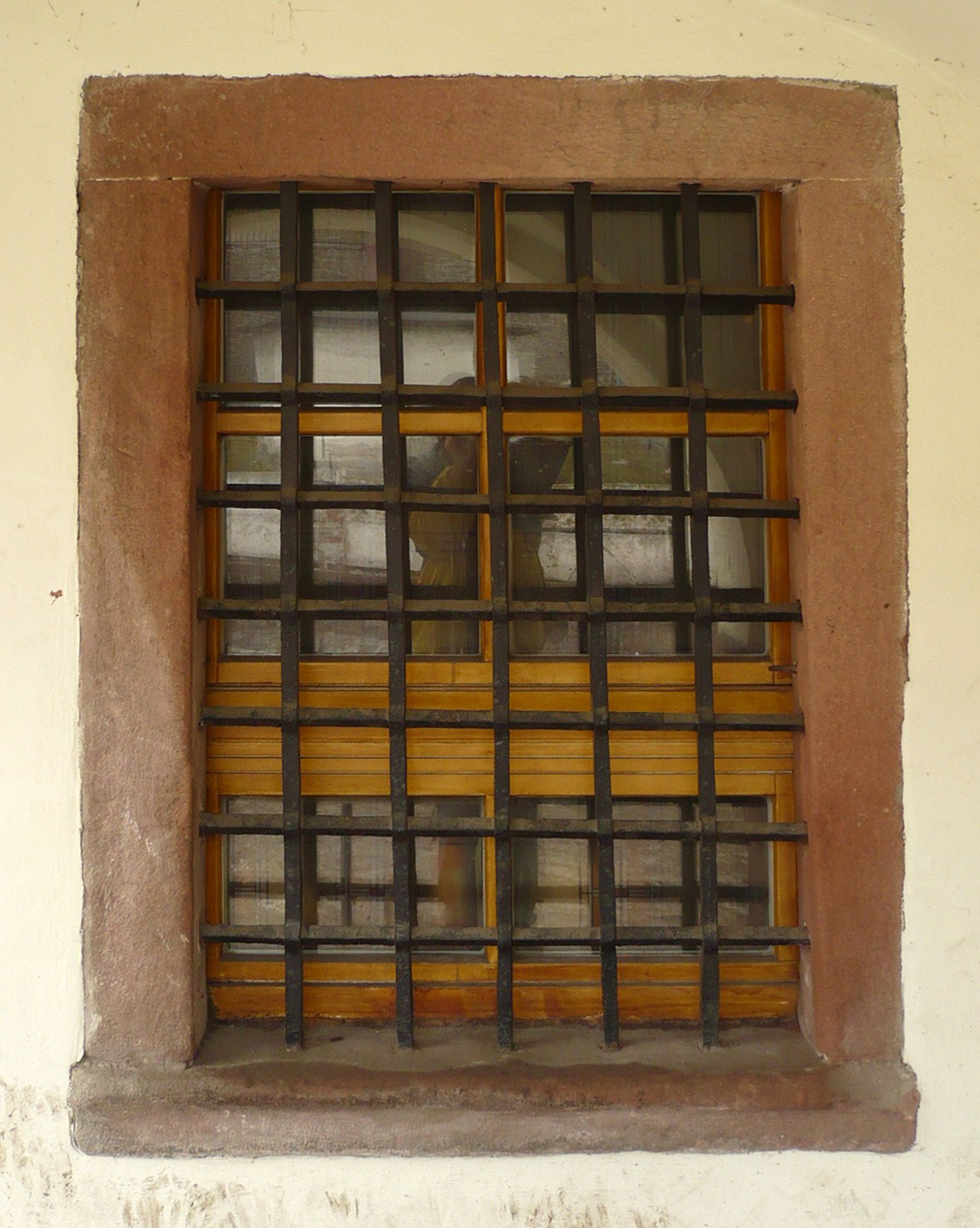
ul. Nadrzeczna 3, okno
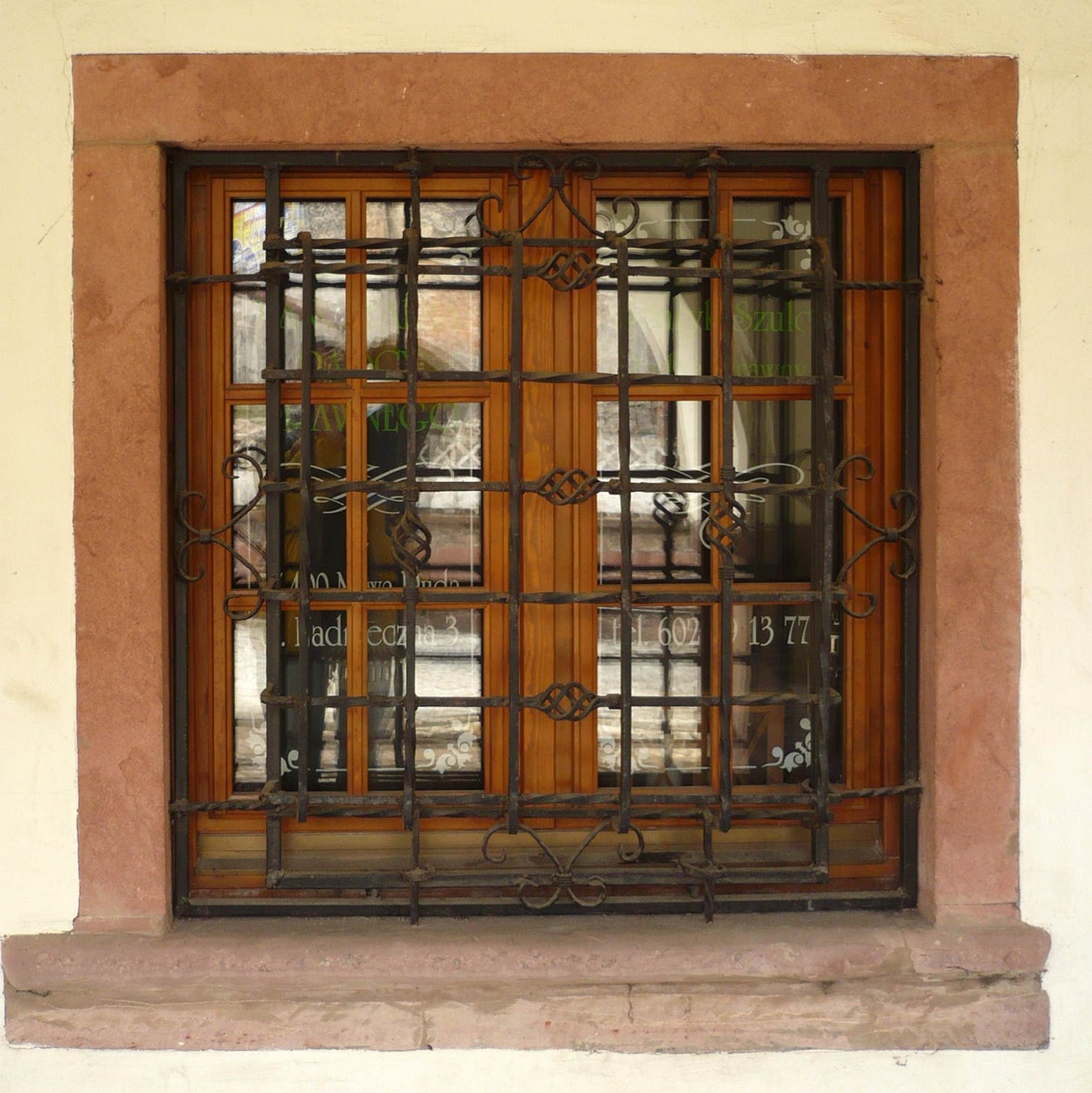
ul. Nadrzeczna 3, okno